# Maciste contro lo sceicco (film 1926)
Maciste contro lo sceicco è un film del 1926, diretto da Mario Camerini.

## Trama
Una giovane schiava fugge dal suo padrone e s'imbarca in una nave che la porta in Oriente dove sarà venduta allo Sceicco.
Durante il viaggio un marinaio la difende dai maltrattamenti della ciurma, ma quando le cose sembrano mettersi male interviene anche Maciste, l'ufficiale di bordo.
Sbarcati li attendono tante avventure e mille peripezie.